# درزی‌کلا آخوندی بالا
دَرزی‌کُلا آخوندی بالا، روستایی از توابع بخش گتاب شهرستان بابل در استان مازندران ایران است. از مفاخر آن می‌توان به امامعلی حبیبی، کشتی‌گیر ایرانی، اشاره کرد.

## جمعیت
این روستا در دهستان گتاب شمالی قرار دارد و براساس سرشماری مرکز آمار ایران در سال ۱۳۸۵، جمعیت آن ۱٬۷۱۳ نفر (۴۴۴خانوار) بوده‌است.